# Alexandr Bessmértnyj
Alexandr Andréyevich Bessmértnyj –en ruso, Александр Андреевич Бессмертных– (Beriózovski, URSS, 15 de septiembre de 1986) es un deportista ruso que compitió en esquí de fondo. 
Participó en los Juegos Olímpicos de Sochi 2014, obteniendo una medalla de plata en la prueba por relevo (junto con Dmitri Yaparov, Alexandr Legkov y Maxim Vylegzhanin). Ganó tres medallas en el Campeonato Mundial de Esquí Nórdico, en los años 2017 y 2019.

## Palmarés internacional
| Juegos Olímpicos   | Juegos Olímpicos  | Juegos Olímpicos | Juegos Olímpicos |
| Año                | Lugar             | Medalla          | Prueba           |
| ------------------ | ----------------- | ---------------- | ---------------- |
| 2014               | Sochi (Rusia)     | Medalla de plata | Relevo 4 × 10 km |
| Campeonato Mundial |                   |                  |                  |
| Año                | Lugar             | Medalla          | Prueba           |
| 2017               | Lahti (Finlandia) | Medalla de plata | Relevo 4 × 10 km |
| 2019               | Seefeld (Austria) | Medalla de plata | 15 km            |
| 2019               | Seefeld (Austria) | Medalla de plata | Relevo 4 × 10 km |